# Diestrammena goliath
Diestrammena goliath is een rechtvleugelig insect uit de familie grottensprinkhanen (Rhaphidophoridae). De wetenschappelijke naam van deze soort is voor het eerst geldig gepubliceerd in 1929 door Bey-Bienko.